# Philoliche hastata
Philoliche hastata är en tvåvingeart som först beskrevs av Austen 1912.  Philoliche hastata ingår i släktet Philoliche och familjen bromsar.
Artens utbredningsområde är Moçambique. Inga underarter finns listade i Catalogue of Life.